# Alberto Winkler
Pour les articles homonymes, voir Winkler.
Alberto Winkler est un rameur italien né le 13 février 1932 à Castelbello-Ciardes et mort le 14 juin 1981 à Mandello del Lario. 

## Biographie
Alberto Winkler dispute l'épreuve de quatre avec barreur aux Jeux olympiques d'été de 1956 à Melbourne et remporte la médaille d'or avec Romano Sgheiz, Angelo Vanzin, Franco Trincavelli et Ivo Stefanoni,.